# Consejería de Políticas Digitales y Territorio de la Generalidad de Cataluña
La consejería de Políticas Digitales y Territorio es una de las consejerías del Gobierno de Cataluña 2021-2025. Esta consejería fue creada el 26 de mayo de 2021 y fue reestructurada el 11 de octubre de 2022 pasando a ser la Consejería de Territorio. La última consejera fue Gemma Geis como interina. 

## Competencias
El DECRETO 21/2021, de 25 de mayo, de creación, denominación y determinación del ámbito de competencia de los departamentos de la Administración de la Generalidad de Cataluña, establece las competencias de las distintas consejerías de la Generalidad de Cataluña. 
La Consejería de Políticas Digitales y Territorio tiene las competencias sobre políticas digitales, infraestructuras y agenda urbana. Son competencias de esta consejería la gestión de las telecomunicaciones y la sociedad digital de Cataluña. También establecer las políticas de ciberseguridad y de servicios de identificación electrónica, y de identidad y confianza digital. Confeccionar y dirigir las políticas de innovación del sector de las tecnologías digitales avanzadas referentes a las ciudades inteligentes, datos masivas y tecnologías del móvil. Por otro lado, esta consejería tiene competencias en materia de planificación territorial, urbanismo y políticas de suelo. Regular la ordenación de la edificación y las políticas de rehabilitación. Además, gestionar y regular las obras públicas e infraestructuras, como las carreteras, los ferrocarriles, los puertos y aeropuertos. Dictar la normativa referida a la movilidad y el transporte, así como las políticas de montaña y del litoral. Por último, es competencia de esta consejería la dirección de las delegaciones territoriales del Gobierno de la Generalidad y la atención ciudadana y la información de servicios y los programas de la Administración, así como la coordinación y dirección de los sistemas de información. Además, queda adscrito al Departamento de Políticas Digitales y Territorio el Instituto para el Desarrollo y la Promoción del Alto Pirineo y Aran.